# Глушаков, Денис Борисович
Дени́с Бори́сович Глушако́в (род. 27 января 1987, Миллерово, Ростовская область) — российский футболист, полузащитник. Чемпион России в составе «Спартака» (2017), участник чемпионата мира 2014 и чемпионатов Европы 2012 и 2016 годов. Входит в число 20 лидеров по количеству матчей за карьеру в чемпионатах России.

## Биография
Денис Глушаков рос в неполной семье: его родители развелись, когда Денису был один год. Он остался с мамой Галиной Николаевной (часто в прессе неверно пишут Дмитриевна, род. в 1961 году) и бабушкой. Семья была бедной, в частности в доме не было центрального отопления, из-за чего с ранних лет Денис был вынужден колоть дрова, чтобы обогревать жилище.

## Клубная карьера

### Ранние годы
Футбольную карьеру начал в местной ДЮСШ Миллерово, куда его привела бабушка. С 1998 года благодаря своему дяде по матери Валерию Глушакову он начал заниматься в Детско-юношеской спортивной школе ПФК ЦСКА. У своего дяди Денис первоначально и проживал, а потом переехал в футбольный интернат, где некоторое время жил в одной комнате с Сосланом Джанаевым. В 1999 году, перестав попадать в основной состав ЦСКА, перешёл в «Нику», где играл вплоть до 2005 года.
Позже был замечен селекционерами московского «Локомотива» и принял предложение играть за дубль команды. В 2007 году был отдан в аренду иркутской «Звезде», за которую провёл 34 матча и забил 8 голов. 13 июля 2008 года в матче «Динамо» — «Локомотив» впервые провёл на поле все 90 минут в составе основной команды «Локомотива». 27 июля 2008 года в матче с «Москвой» забил свой первый мяч в Премьер-лиге. В той же игре был признан лучшим игроком матча, после чего стал регулярно играть в основе. Постепенно полузащитник стал одним из основных игроков «Локомотива» и лидером команды, особенно удачным для него вышел сезон 2011/2012, а в 2012 году стал капитаном команды. В марте 2011 года продлил соглашение с командой на 4,5 года. После завершения первой части чемпионата удостоился звания «Игрок года».

### «Спартак» (Москва)
18 июня 2013 года ФК «Спартак» официально подтвердил трансфер Глушакова и объявил о подписании контракта с полузащитником. Сумма трансфера составила около 8 млн долларов. Палата по разрешению споров РФС постановила, что «Локомотив» обязан выплатить «Нике» компенсацию в 15 % от сделки за переход хавбека в «Спартак» летом 2013 года, а последовавшая апелляция «железнодорожников» (считавших, что игрок в 2006 году в качестве свободного агента совершил свой первый переход в ростовский СКА) и рассмотрение дела в спортивном арбитражном суде в Лозанне признали правоту «Ники».
16 июля 2013 года дебютировал в составе «Спартака» в чемпионате России в гостевом матче против «Крыльев Советов». В первом тайме принял участие в первом голе, сделав проникающую передачу в штрафную на Сергея Паршивлюка, после паса которого другой новичок команды Тино Коста открыл счёт. Первый гол за «Спартак» Глушаков забил 10 ноября 2013 года, когда установил окончательный счёт в победном матче чемпионата России против «Зенита» (4:2).
21 июля 2016 года футболисты и тренеры «Спартака» выбрали Глушакова новым капитаном команды. 7 мая 2017 года Глушаков вместе со «Спартаком» стал чемпионом России; он посвятил чемпионство своему дяде, умершему за 40 дней до этого. По итогам сезона Глушаков был признан РФС лучшим игроком года. В 2017 году получил премию GQ в номинации «Спортсмен года». 17 октября в матче Лиги чемпионов против испанской «Севильи» забил гол. В матче 1/2 Кубка России 2017/18 против «Тосно» (1:1, 4:5, пен.) вышел на замену на 81-й минуте. На последних секундах дополнительного времени не смог реализовать голевой момент, в серии послематчевых пенальти допустил решающий промах.
В сентябре 2018 года Глушаков вместе с Андреем Ещенко был отстранён от тренировок с основным составом «Спартака» и переведён в молодёжную команду. Причиной этого стали положительные отклики футболистов на публикацию в Instagram актёра Дмитрия Назарова, в которой он в стихах критикует главного тренера команды Массимо Карреру. Дебютировал за молодёжный состав в матче 8-го тура Молодёжного первенства России против ЦСКА (2:1), в этом матче вывел команду с капитанской повязкой. После ухода Карреры с поста главного тренера «Спартака» Глушаков вернулся к работе с основным составом. Данное решение было негативно оценено болельщиками «Спартака». В частности, объединение болельщиков «Фратрия» потребовала отстранить Глушакова от матчей основного состава. Первый после скандальной ситуации матч за основной состав футболист сыграл 1 ноября против «Анжи» в Олимп-Кубке России по футболу (1:0).
19 июня 2019 года «Спартак» расторг контракт с Глушаковым.

### Дальнейшая карьера
29 июня 2019 года перешёл в грозненский «Ахмат» на правах свободного агента, контракт заключён по схеме «1+1». Выступал за команду под номером 88. Дебютировал за грозненскую команду 5 августа 2019 года в домашнем матче против «Оренбурга», выйдя на замену. 11 августа 2019 года впервые вышел за «Ахмат» с 1-й минуты в матче против московского «Спартака». 24 июля 2020 года покинул «Ахмат».
1 октября 2020 года Глушаков на правах свободного агента перешёл в подмосковный клуб «Химки». В сезоне 2021/22 второй раз в карьере забил 10 мячей в чемпионате России (впервые в сезоне 2011/12). 17 апреля 2022 года сыграл свой 350-й матч в чемпионатах России, став 22-м футболистом, достигшим этой отметки.
10 февраля 2023 года Глушаков перешёл в клуб «Пари НН».
20 сентября 2023 года перешёл в клуб дивизиона «А» Второй лиги «Спартак» (Кострома) В январе 2024 года контракт был расторгнут по взаимному согласию. За костромской клуб провёл 7 матчей, отметившись одной результативной передачей.
27 февраля 2024 года подписал контракт с ереванским «Урарту».
27 июня 2024 года подписал контракт с подмосковными «Химками». 1 февраля 2025 года покинул клуб, заявив, что сезон 2025 является его последним сезоном, и что в мае он закончит профессиональную карьеру.

## Карьера в сборной
В 2008 году выступал за молодёжную сборную, однако она не смогла пройти в стыковые матчи молодёжного ЧЕ-2009. В октябре 2008 года получил вызов в национальную сборную, но шанса сыграть так и не получил. В марте 2011 года снова получил вызов в сборную на матчи с Арменией и Катаром. В матче с последним состоялся дебют Дениса за сборную, во втором тайме он заменил Андрея Аршавина. В матче против Андорры в октябре 2011 года забил свой первый гол за сборную. Глушаков попал в заявку на Евро-2012, где сыграл 72 минуты, выйдя в основном составе в матче с Грецией (0:1).
В отборочном турнире к чемпионату мира 2014 года забил два мяча: в ворота Люксембурга и Израиля. Летом 2014 года Глушаков попал в заявку сборной на участие в чемпионате мира в Бразилии. На турнире он сыграл в матчах против команд Южной Кореи, Бельгии и Алжира.
В отборочном турнире к чемпионату Европы 2016 года Денис провёл 7 матчей и был включён в заявку сборной России на финальный турнир во Франции. На турнире он сыграл в матчах против команд Англии, Словакии и Уэльса. В поединке против словаков Глушаков забил гол.
На Кубке конфедераций 2017 первый гол на турнире состоялся благодаря участию Дениса Глушакова в атаке (первоначально гол был записан на него, но позже гол переквалифицировали как автогол и записали на счёт новозеландца Майкла Боксолла). Также Денис сыграл в поединках против команд Португалии и Мексики.
14 ноября 2017 года в товарищеском матче против Испании Денис Глушаков в самом конце матча встал в ворота в связи с травмой вратаря Андрея Лунёва и исчерпанного лимита замен у сборной России, но на новой позиции сыграл всего несколько секунд, успев лишь не очень удачно выбить мяч в поле.
Из-за неубедительных выступлений весной 2018 года потерял место в составе национальной сборной и не попал в её заявку на домашний чемпионат мира. Хотя Глушаков утверждал, что приедет в сборную по первому же вызову от Станислава Черчесова, в последующие два года он в сборную не вызывался.
Осенью 2021 получил вызов в сборную Валерия Карпина, но не смог сыграть из-за полученной травмы.

## Карьера вне классического футбола
В июне 2022 года дебютировал в медийном футболе в составе команды Reality, став первым участником из числа действующих игроков РПЛ. В августе в 2023 года присоединился к Broke Boys.
7 июля 2023 года был внесён в заявку пляжного футбольного клуба «Строгино». 14 июля 2023 года дебютировал в пляжном футболе в матче против команды «Саратов».
15 июня 2025 года Глушаков сыграл за новороссийскую команду по футзалу «Альтопрае Марин» в рамках 8-го тура городского первенства, сначала отдал голевую передачу, а во второй половине игры отметился двумя забитыми мячами.

## Личная жизнь
Отец — Борис, мать — Галина Николаевна. Дядя — футболист Валерий Глушаков.
19 июня 2009 года женился на Дарье, которая училась на стоматолога. Свадьба состоялась в Миллерове, на родине футболиста и его супруги. 26 сентября 2011 года родилась дочь Валерия. 15 декабря 2016 у Глушаковых родилась дочь Александра.
В сентябре 2018 года стало известно о том, что супруги подали на развод. По словам жены, это произошло из-за многочисленных измен со стороны футболиста. В ходе судебных разбирательств, связанных с разводом, ситуация приобрела скандальный оттенок, связанный с выводом денежных средств из семейного счёта и с намерением футболиста оставить детей у себя, а позже — ещё и с угрозами в адрес Глушаковой.
28 ноября 2019 года Московский городской суд в ходе слушаний о разделе имущества установил сумму компенсации, которая должна быть выплачена со стороны футболиста, в 42 млн рублей.
В 2020 году Денис Глушаков начал встречаться с футболисткой ЦСКА Ксенией Коваленко. В марте 2021 года у них родилась дочь — Мила, 26 мая 2021 года пара поженилась.

### Благотворительность
В 2014 году Глушаков построил в Миллерове на собственные деньги стадион «Родина» и открыл детскую спортивную команду.

## Статистика

### Клубная
| Выступление          | Выступление      | Выступление      | Лига | Лига | Кубок | Кубок | Еврокубки | Еврокубки | Прочие | Прочие | Итого | Итого |
| Клуб                 | Лига             | Сезон            | Игры | Голы | Игры  | Голы  | Игры      | Голы      | Игры   | Голы   | Игры  | Голы  |
| -------------------- | ---------------- | ---------------- | ---- | ---- | ----- | ----- | --------- | --------- | ------ | ------ | ----- | ----- |
| Ника                 | Второй дивизион  | 2005             | 13   | 0    | 0     | 0     | —         | —         | —      | —      | 13    | 0     |
| Ника                 | Итого            | Итого            | 13   | 0    | 0     | 0     | —         | —         | —      | —      | 13    | 0     |
| СКА (Ростов-на-Дону) | Второй дивизион  | 2006             | 16   | 6    | 0     | 0     | —         | —         | —      | —      | 16    | 6     |
| СКА (Ростов-на-Дону) | Итого            | Итого            | 16   | 6    | 0     | 0     | —         | —         | —      | —      | 16    | 6     |
| Звезда               | Первый дивизион  | 2007             | 34   | 8    | 1     | 0     | —         | —         | —      | —      | 35    | 8     |
| Звезда               | Итого            | Итого            | 34   | 8    | 1     | 0     | —         | —         | —      | —      | 35    | 8     |
| Локомотив (Москва)   | Премьер-лига     | 2008             | 23   | 4    | 0     | 0     | —         | —         | 0      | 0      | 23    | 4     |
| Локомотив (Москва)   | Премьер-лига     | 2009             | 27   | 3    | 3     | 0     | —         | —         | —      | —      | 30    | 3     |
| Локомотив (Москва)   | Премьер-лига     | 2010             | 28   | 1    | 1     | 0     | 1         | 0         | —      | —      | 30    | 1     |
| Локомотив (Москва)   | Премьер-лига     | 2011/12          | 37   | 11   | 3     | 0     | 10        | 3         | —      | —      | 50    | 14    |
| Локомотив (Москва)   | Премьер-лига     | 2012/13          | 27   | 1    | 1     | 0     | —         | —         | —      | —      | 28    | 1     |
| Локомотив (Москва)   | Итого            | Итого            | 142  | 20   | 8     | 0     | 11        | 3         | 0      | 0      | 161   | 23    |
| Спартак (Москва)     | Премьер-лига     | 2013/14          | 28   | 1    | 2     | 0     | 1         | 0         | —      | —      | 31    | 1     |
| Спартак (Москва)     | Премьер-лига     | 2014/15          | 27   | 2    | 1     | 0     | —         | —         | —      | —      | 28    | 2     |
| Спартак (Москва)     | Премьер-лига     | 2015/16          | 27   | 4    | 2     | 0     | —         | —         | —      | —      | 29    | 4     |
| Спартак (Москва)     | Премьер-лига     | 2016/17          | 25   | 8    | 0     | 0     | 2         | 0         | —      | —      | 27    | 8     |
| Спартак (Москва)     | Премьер-лига     | 2017/18          | 22   | 4    | 3     | 0     | 7         | 1         | 1      | 0      | 33    | 5     |
| Спартак (Москва)     | Премьер-лига     | 2018/19          | 18   | 3    | 3     | 0     | 4         | 0         | —      | —      | 25    | 3     |
| Спартак (Москва)     | Итого            | Итого            | 147  | 22   | 11    | 0     | 14        | 1         | 1      | 0      | 173   | 23    |
| Ахмат                | Премьер-лига     | 2019/20          | 24   | 4    | 3     | 2     | —         | —         | —      | —      | 27    | 6     |
| Ахмат                | Итого            | Итого            | 24   | 4    | 3     | 2     | —         | —         | —      | —      | 27    | 6     |
| Химки                | Премьер-лига     | 2020/21          | 15   | 3    | 2     | 0     | —         | —         | —      | —      | 17    | 3     |
| Химки                | Премьер-лига     | 2021/22          | 27   | 10   | 2     | 0     | —         | —         | 2      | 1      | 31    | 11    |
| Химки                | Премьер-лига     | 2022/23          | 14   | 0    | 5     | 1     | —         | —         | —      | —      | 19    | 1     |
| Химки                | Итого            | Итого            | 56   | 13   | 9     | 1     | —         | —         | 2      | 1      | 67    | 15    |
| Пари Нижний Новгород | Премьер-лига     | 2022/23          | 7    | 1    | 2     | 0     | —         | —         | —      | —      | 9     | 1     |
| Пари Нижний Новгород | Итого            | Итого            | 7    | 1    | 2     | 0     | —         | —         | —      | —      | 9     | 1     |
| Спартак (Кострома)   | Вторая лига      | 2023/24          | 7    | 0    | 0     | 0     | —         | —         | —      | —      | 7     | 0     |
| Спартак (Кострома)   | Итого            | Итого            | 7    | 0    | 0     | 0     | —         | —         | —      | —      | 7     | 0     |
| Урарту               | Премьер-лига     | 2023/24          | 10   | 0    | 2     | 0     | —         | —         | —      | —      | 12    | 0     |
| Урарту               | Итого            | Итого            | 10   | 0    | 2     | 0     | —         | —         | —      | —      | 12    | 0     |
| Химки                | Премьер-лига     | 2024/25          | 5    | 0    | 3     | 0     | —         | —         | —      | —      | 8     | 0     |
| Химки                | Итого            | Итого            | 5    | 0    | 3     | 0     | —         | —         | —      | —      | 8     | 0     |
| Всего за карьеру     | Всего за карьеру | Всего за карьеру | 461  | 74   | 39    | 3     | 25        | 4         | 3      | 1      | 528   | 82    |

1. ↑  Суперкубок России по футболу, стыковые матчи за право играть в РПЛ.

### Матчи за сборную
| Матчи Глушакова за сборную России | Матчи Глушакова за сборную России | Матчи Глушакова за сборную России | Матчи Глушакова за сборную России | Матчи Глушакова за сборную России | Матчи Глушакова за сборную России |
| №                                 | Дата                              | Оппонент                          | Счёт                              | Голы Глушакова                    | Соревнование                      |
| --------------------------------- | --------------------------------- | --------------------------------- | --------------------------------- | --------------------------------- | --------------------------------- |
| 1                                 | 29 марта 2011                     | Катар                             | 1:1                               | —                                 | Товарищеский матч                 |
| 2                                 | 4 июня 2011                       | Армения                           | 3:1                               | —                                 | Отборочные матчи ЧЕ-2012          |
| 3                                 | 7 июня 2011                       | Камерун                           | 0:0                               | —                                 | Товарищеский матч                 |
| 4                                 | 10 августа 2011                   | Сербия                            | 1:0                               | —                                 | Товарищеский матч                 |
| 5                                 | 2 сентября 2011                   | Македония                         | 1:0                               | —                                 | Отборочные матчи ЧЕ-2012          |
| 6                                 | 11 октября 2011                   | Андорра                           | 6:0                               | 1                                 | Отборочные матчи ЧЕ-2012          |
| 7                                 | 11 ноября 2011                    | Греция                            | 1:1                               | —                                 | Товарищеский матч                 |
| 8                                 | 29 февраля 2012                   | Дания                             | 2:0                               | —                                 | Товарищеский матч                 |
| 9                                 | 25 мая 2012                       | Уругвай                           | 1:1                               | —                                 | Товарищеский матч                 |
| 10                                | 16 июня 2012                      | Греция                            | 0:1                               | —                                 | Финальные матчи ЧЕ-2012           |
| 11                                | 15 августа 2012                   | Кот-д’Ивуар                       | 1:1                               | —                                 | Товарищеский матч                 |
| 12                                | 7 сентября 2012                   | Северная Ирландия                 | 2:0                               | —                                 | Отборочные матчи ЧМ-2014          |
| 13                                | 11 сентября 2012                  | Израиль                           | 4:0                               | —                                 | Отборочные матчи ЧМ-2014          |
| 14                                | 12 октября 2012                   | Португалия                        | 1:0                               | —                                 | Отборочные матчи ЧМ-2014          |
| 15                                | 16 октября 2012                   | Азербайджан                       | 1:0                               | —                                 | Отборочные матчи ЧМ-2014          |
| 16                                | 14 ноября 2012                    | США                               | 2:2                               | —                                 | Товарищеский матч                 |
| 17                                | 6 февраля 2013                    | Исландия                          | 2:0                               | —                                 | Товарищеский матч                 |
| 18                                | 25 марта 2013                     | Бразилия                          | 1:1                               | —                                 | Товарищеский матч                 |
| 19                                | 7 июня 2013                       | Португалия                        | 0:1                               | —                                 | Отборочные матчи ЧМ-2014          |
| 20                                | 10 сентября 2013                  | Израиль                           | 3:1                               | 1                                 | Отборочные матчи ЧМ-2014          |
| 21                                | 11 октября 2013                   | Люксембург                        | 4:0                               | 1                                 | Отборочные матчи ЧМ-2014          |
| 22                                | 15 октября 2013                   | Азербайджан                       | 1:1                               | —                                 | Отборочные матчи ЧМ-2014          |
| 23                                | 15 ноября 2013                    | Сербия                            | 1:1                               | —                                 | Товарищеский матч                 |
| 24                                | 19 ноября 2013                    | Республика Корея                  | 2:1                               | —                                 | Товарищеский матч                 |
| 25                                | 5 марта 2014                      | Армения                           | 2:0                               | —                                 | Товарищеский матч                 |
| 26                                | 31 мая 2014                       | Норвегия                          | 1:1                               | —                                 | Товарищеский матч                 |
| 27                                | 17 июня 2014                      | Республика Корея                  | 1:1                               | —                                 | Финальные матчи ЧМ-2014           |
| 28                                | 22 июня 2014                      | Бельгия                           | 0:1                               | —                                 | Финальные матчи ЧМ-2014           |
| 29                                | 27 июня 2014                      | Алжир                             | 1:1                               | —                                 | Финальные матчи ЧМ-2014           |
| 30                                | 3 сентября 2014                   | Азербайджан                       | 4:0                               | —                                 | Товарищеский матч                 |
| 31                                | 8 сентября 2014                   | Лихтенштейн                       | 4:0                               | —                                 | Отборочные матчи ЧЕ-2016          |
| 32                                | 9 октября 2014                    | Швеция                            | 1:1                               | —                                 | Отборочные матчи ЧЕ-2016          |
| 33                                | 12 октября 2014                   | Молдова                           | 1:1                               | —                                 | Отборочные матчи ЧЕ-2016          |
| 34                                | 15 ноября 2014                    | Австрия                           | 0:1                               | —                                 | Отборочные матчи ЧЕ-2016          |
| 35                                | 18 ноября 2014                    | Венгрия                           | 2:1                               | —                                 | Товарищеский матч                 |
| 36                                | 7 июня 2015                       | Беларусь                          | 4:2                               | —                                 | Товарищеский матч                 |
| 37                                | 14 июня 2015                      | Австрия                           | 0:1                               | —                                 | Отборочные матчи ЧЕ-2016          |
| 38                                | 8 сентября 2015                   | Лихтенштейн                       | 7:0                               | —                                 | Отборочные матчи ЧЕ-2016          |
| 39                                | 9 октября 2015                    | Молдова                           | 2:1                               | —                                 | Отборочные матчи ЧЕ-2016          |
| 40                                | 17 ноября 2015                    | Хорватия                          | 1:3                               | —                                 | Товарищеский матч                 |
| 41                                | 26 марта 2016                     | Литва                             | 3:0                               | 1                                 | Товарищеский матч                 |
| 42                                | 29 марта 2016                     | Франция                           | 2:4                               | —                                 | Товарищеский матч                 |
| 43                                | 5 июня 2016                       | Сербия                            | 1:1                               | —                                 | Товарищеский матч                 |
| 44                                | 11 июня 2016                      | Англия                            | 1:1                               | —                                 | Финальные матчи ЧЕ-2016           |
| 45                                | 15 июня 2016                      | Словакия                          | 1:2                               | 1                                 | Финальные матчи ЧЕ-2016           |
| 46                                | 20 июня 2016                      | Уэльс                             | 0:3                               | —                                 | Финальные матчи ЧЕ-2016           |
| 47                                | 10 ноября 2016                    | Катар                             | 1:2                               | —                                 | Товарищеский матч                 |
| 48                                | 15 ноября 2016                    | Румыния                           | 1:0                               | —                                 | Товарищеский матч                 |
| 49                                | 28 марта 2017                     | Бельгия                           | 3:3                               | —                                 | Товарищеский матч                 |
| 50                                | 5 июня 2017                       | Венгрия                           | 3:0                               | —                                 | Товарищеский матч                 |
| 51                                | 9 июня 2017                       | Чили                              | 1:1                               | —                                 | Товарищеский матч                 |
| 52                                | 17 июня 2017                      | Новая Зеландия                    | 2:0                               | —                                 | Кубок конфедераций 2017           |
| 53                                | 21 июня 2017                      | Португалия                        | 0:1                               | —                                 | Кубок конфедераций 2017           |
| 54                                | 24 июня 2017                      | Мексика                           | 1:2                               | —                                 | Кубок конфедераций 2017           |
| 55                                | 11 ноября 2017                    | Аргентина                         | 0:1                               | —                                 | Товарищеский матч                 |
| 56                                | 14 ноября 2017                    | Испания                           | 3:3                               | —                                 | Товарищеский матч                 |
| 57                                | 23 марта 2018                     | Бразилия                          | 0:3                               | —                                 | Товарищеский матч                 |

Итого: 57 матчей / 5 голов; 24 победы, 19 ничьих, 14 поражений.

## Достижения

### Командные
«Спартак» (Москва)
- Чемпион России: 2017
- Бронзовый призёр чемпионата России: 2018
- Обладатель Суперкубка России: 2017

### Личные
- В списках 33 лучших футболистов чемпионата России — (4): 2011/12 (№ 2), 2012/13 (№ 3), 2013/14 (№ 3), 2016/17 (№ 1)[71].
- Член Клуба Игоря Нетто: 2017
- Лучший футболист месяца чемпионата России по футболу: ноябрь-декабрь 2016[72].
- Лучший футболист сезона в РФПЛ: 2016/17[73].
- «Футбольный джентльмен года в России» (2013).